# Acido isanico
L'acido isanico o eritrogenico è un acido grasso lineare composto da 18 atomi di carbonio, con 2 tripli legami in posizione 9≡10 e 11≡12 e un doppio legame in posizione 17=18. Si tratta di uno dei rari acidi poliacetilenici con i tripli legami coniugati.
La sua notazione delta: 18:3Δ9a,11a,17 formula di struttura: CH2=CH-(CH2)4–C≡C–C≡C–(CH2)7 –COOH.
Il suo nome IUPAC è acido ottadec-17-en-9,11-diinoico.
Fu isolato per la prima volta nel 1937 dai ricercatori A. Steger e J. van Loon nell'olio dei semi dell'albero Ongokea gore o Ongokea klaineana; pianta dell'Africa equatoriale, chiamata nella lingua nativa "boleka" o "isano" , da cui il nome comune di acido isanico. I semi oleoginosi contengono circa una 60% di lipidi. Varie analisi hanno rilevato la concentrazione di acido isanico nell'olio di isano dal 32% al 51% .
Può essere rilevato assieme ai suoi isomeri con il doppio legame in posizione 13=14: acido bolekico 18:3Δ9a,11a,13c e acido esocarpico 18:3Δ9a,11a,13t e acidi grassi idrossilati come l'acido isanolico 8-OH-18:3Δ9a,11a,17.
L'alto grado di insaturazione suggerisce che gli oli con un alto tenore di questi acidi grassi acetilenici coniugati siano siccativi. L'acido isanico polimerizza facilmente virando ad un color rosso vivace se esposto alla luce. Da questa caratteristica il nome proposto da Castille nel 1940 di acido eritrogenico.